# Jorge Larrañaga

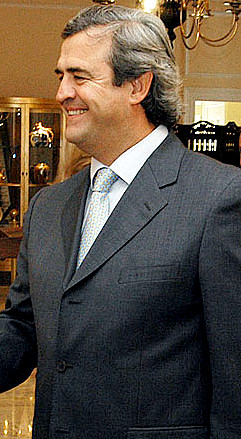
Jorge Larrañaga

Jorge Washington Larrañaga Fraga (* 8. August 1956 in Paysandú; † 22. Mai 2021) war ein uruguayischer Rechtsanwalt und Politiker. 2004 war er der Präsidentschafts-Kandidat der Partido Nacional, erhielt 34 % der Stimmen und wurde zweiter hinter Tabaré Vázquez. Seit 2020 war er Innenminister im Kabinett Lacalle Pou.

## Werdegang
Larrañaga wuchs in Paysandú auf und besuchte dort die Schule. Er studierte Jura an der Universidad de la República und ist spezialisiert auf Zivil- und Arbeitsrecht. Er praktizierte bis 1990 als Anwalt. Von 1990 bis 1999 Intendant des Departamento Paysandú und von 2000 bis 2004 Senator. 
Am 22. Mai 2021 ist er plötzlich an einem Herzinfarkt gestorben.

## Familie
Larrañaga war der Sohn des Politikers Jorge Larrañaga Ilarraz.
Larrañaga war mit Ana María Vidal Elhordoy verheiratet, mit ihr hat er drei Söhne (Jorge Washington, Aparicio und Juan Francisco). Geschieden wurden sie 2005; seitdem lebte er mit María Liliana Echenique und sie hatten einen Sohn, Faustino.